# Chakhounia
Chakhounia (en russe : Шахунья) est une ville de l'oblast de Nijni Novgorod, en Russie, et le centre administratif du raïon de Chakhounia. Sa population s'élevait à 20 683 habitants en 2013.

## Géographie
Chakhounia se trouve à 224 km au nord-est de Nijni Novgorod et à 589 km au nord-est de Moscou.

## Histoire
Chakhounia s'est développée autour d'une gare de chemin de fer ouverte en 1927 sur la ligne Nijni Novgorod – Kirov. Elle devint une commune urbaine en 1938 et a le statut de ville depuis 1943.

## Population
Recensements (*) ou estimations de la population
| 1939*  | 1959*  | 1970*  | 1979*  | 1989*  |
| ------ | ------ | ------ | ------ | ------ |
| 10 226 | 21 305 | 20 099 | 20 954 | 22 337 |

| 2002*  | 2006   | 2010*  | 2012   | 2013   |
| ------ | ------ | ------ | ------ | ------ |
| 21 724 | 21 444 | 20 921 | 20 835 | 20 683 |

## Économie
L'économie repose sur la transformation des produits de l'agriculture et la fabrication artisanale de vêtements.

## Personnalités
- Pavel Borodine, politicien et fonctionnaire russe, y est né le 25 octobre 1946.